# الحصان فار لاب
فار لاب (4 أكتوبر 1926 – 5 أبريل 1932) هو حصان من فصيلة خيول ثوروبريد وبطل سباق الخيل الذي أسرت إنجازاته مخيلة الجمهور الأسترالي خلال السنوات الأولى من أزمة الكساد الكبير. وُلِد مهرًا صغيرًا في نيوزيلندا، درّبه هاري تيلفورد في أستراليا. هيمن فار لاب على سباق أستراليا ضمن مسيرة مهنية متميزة، وفاز بكأس ملبورن ومرتين في سباق كوكس بليت، وسباق الديربي الأسترالي، و 19 سباق آخر من سباقات حمل الأوزان حسب العمر (Weight for Age). ثم فاز بسباق أغوا كالينتي هانديكاب في تيخوانا، المكسيك، مسجلًا وقتًا قياسيًا في سباقه النهائي. وبعد مرض مفاجئ وغامض، مات فار لاب عام 1932 في أثرتون، كاليفورنيا. آنذاك، كان ثالث أكبر رابح بالرهانات في العالم.
يتم عرضه بجلده المحنط في متحف ملبورن وهيكله العظمي يُعرض في متحف نيوزيلندا تي بابا تونغاريوا، وقلبه معروض حاليًا في متحف أستراليا الوطني في العاصمة كانبرا.

## الاسم
يُشتق الاسم فار لاب من كلمة برق القادمة من لغة تشونغ واللغة التايلاندية ฟ้าแลบ (تُلفَظ فار لاب [fáː lɛ̂p]) والتي تعني حرفيًا «برق السماء»
أُطلِق على فار لاب سابقًا اسم «وندر هورس» و«ريد تيرور» و«بوبي» و«بيغ ريد» (أُعطي اللقب الأخير لاثنين من أعظم خيول الولايات المتحدة، مان أوف وور، وسكرتارية)، وكان يشار إليه أحيانًا باسم «أستراليا وندر هورس» (حصان العجائب الأسترالي).
ووفقًا لمتحف فيكتوريا، اقترح أوبري بينغ، وهو طالب طب في جامعة سيدني، فارلاب (farlap) اسمًا للحصان. عرف بينغ الكلمة من والده وهو مهاجر صيني يتحدث لغة تشوانغ . راق الاسم لتيلفورد، لكنه غير الـ F إلى PH لإنشاء كلمة من سبعة أحرف وجرى تقسيمها إلى كلمتين بما يتوافق مع نمط التسمية السائد للفائزين بكأس ملبورن.

## الأثر الثقافي
بعد وفاته، تم التبرع بقلب فار لاب لمعهد التشريح في كانبرا وهيكله العظمي إلى المتحف الوطني في نيوزيلندا في ولينغتون. بعد تحضير الجلد من قِبل مُحنِّط من مدينة نيويورك، عُرِض جسده المحشو في معرض أستراليا في متحف ملبورن. عُرِض الجلد المحشو والهيكل العظمي سويًا في المعرض عندما أقرض متحف تي بابا في ويلينغتون الهيكل العظمي لمتحف ملبورن في سبتمبر 2010 كجزء من الاحتفالات الخاصة بالسباق الـ 150 لكأس ملبورن 2010.
كان قلب فار لاب لافتًا بحجمه بوزن 6.2 كغ (14 رطلاً)، مقارنةً بقلب حصان عادي الذي يزن 3.2 كغ (7.1 أرطال)، ويُعرض حاليًا في المتحف في متحف أستراليا الوطني في كانبرا، وهو أكثر ما يطلب الزوار رؤيته. إن الكاتب وصانع الأفلام بيتر لاك على قناعة بأن القلب زائف. في مسلسل لاك التلفزيوني عام 1979 هذا القرن المدهش (بالإنجليزية:  This Fabulous Century)، تقول ابنة ووكر نيلسون، الطبيب البيطري الحكومي الذي أجرى أول تشريح لجثة فار لاب، أن والدها أخبرها أن القلب قد قُطِّع بالضرورة إلى أجزاء خلال التشريح، والقلب على شاشة العرض يعود لأحد الخيول الجرارة. مع ذلك فقد غدا تعبير «قلب كبير كقلب فار لاب» المستخدم لوصف شخص بالغ السخاء والشجاعة مثلًا شعبيًا.
قدّمت عدة كتب وأفلام الحصان فار لاب بدور البطولة، بما في ذلك فيلم فار لاب (Phar Lap) عام 1983، وأغنية «فار لاب – فيرويل تو يو» (بالإنجليزية: Phar Lap—Farewell To You).
فار لاب كان أحد الأعضاء المُقلَّدين الخمسة في ردهة المشاهير للسباقات الأسترالية وردهة المشاهير لسباقات نيوزيلندا. ضمن تصنيف مجلة بلَد-هورس (بالإنجليزية: Blood-Horse) لأعلى 100 خيل سباق ثوروبريد أمريكي في القرن العشرين، احتل فار لاب المرتبة 22.
يُعتبر الحصان رمزًا وطنيًا في كل من أستراليا ونيوزيلندا. في عام 1978 تم تكريمه بتخصيص طابع بريدي له صادر عن البريد الأسترالي وورد ضمن اختبار الجنسية الأسترالية. في 25 نوفمبر 2009، أُزيح الستار عن نصب تذكاري برونزي بالحجم الطبيعي لفار لاب بقيمة 500,000 دولار بالقرب من مسقط رأسه في تيمارو.